# Нижньопавловські Лагеря
Нижньопа́вловські Лагеря́ (рос. Нижнепавловский Лагеря) — присілок у складі Оренбурзького району Оренбурзької області, Росія.

## Населення
Населення — 8 осіб (2010; 14 у 2002).
Національний склад (станом на 2002 рік):
- росіяни — 72 %